# KZ Stutthof

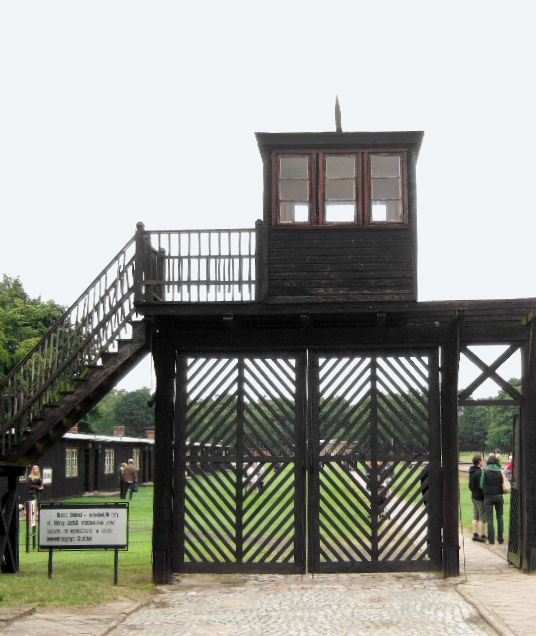
Eingang ins Alte Lager, genannt Todestor (2008)

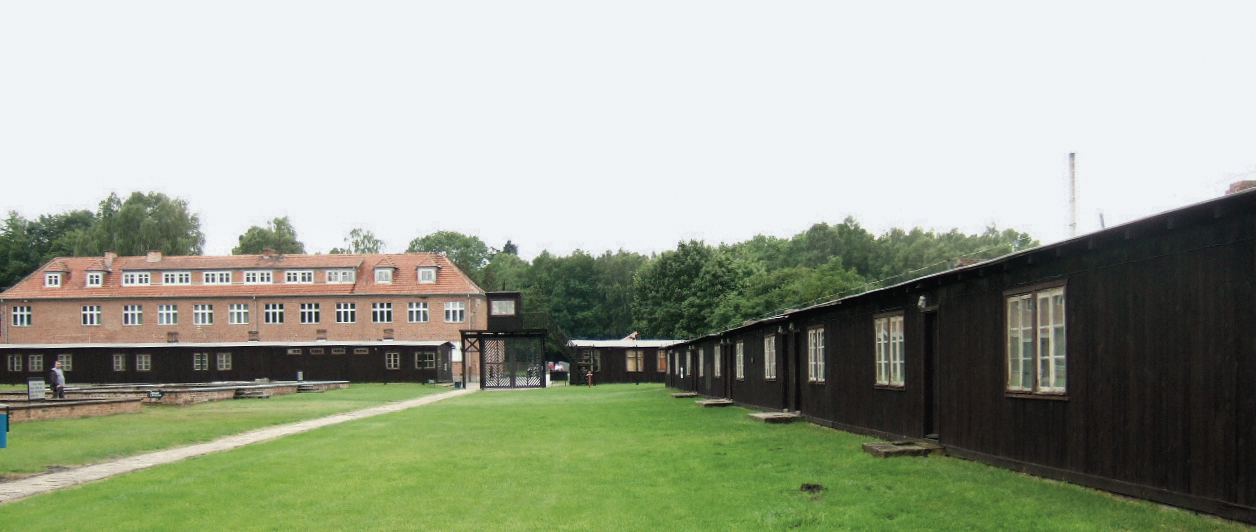
Baracken für die Gefangenen, im Hintergrund die Kommandantur

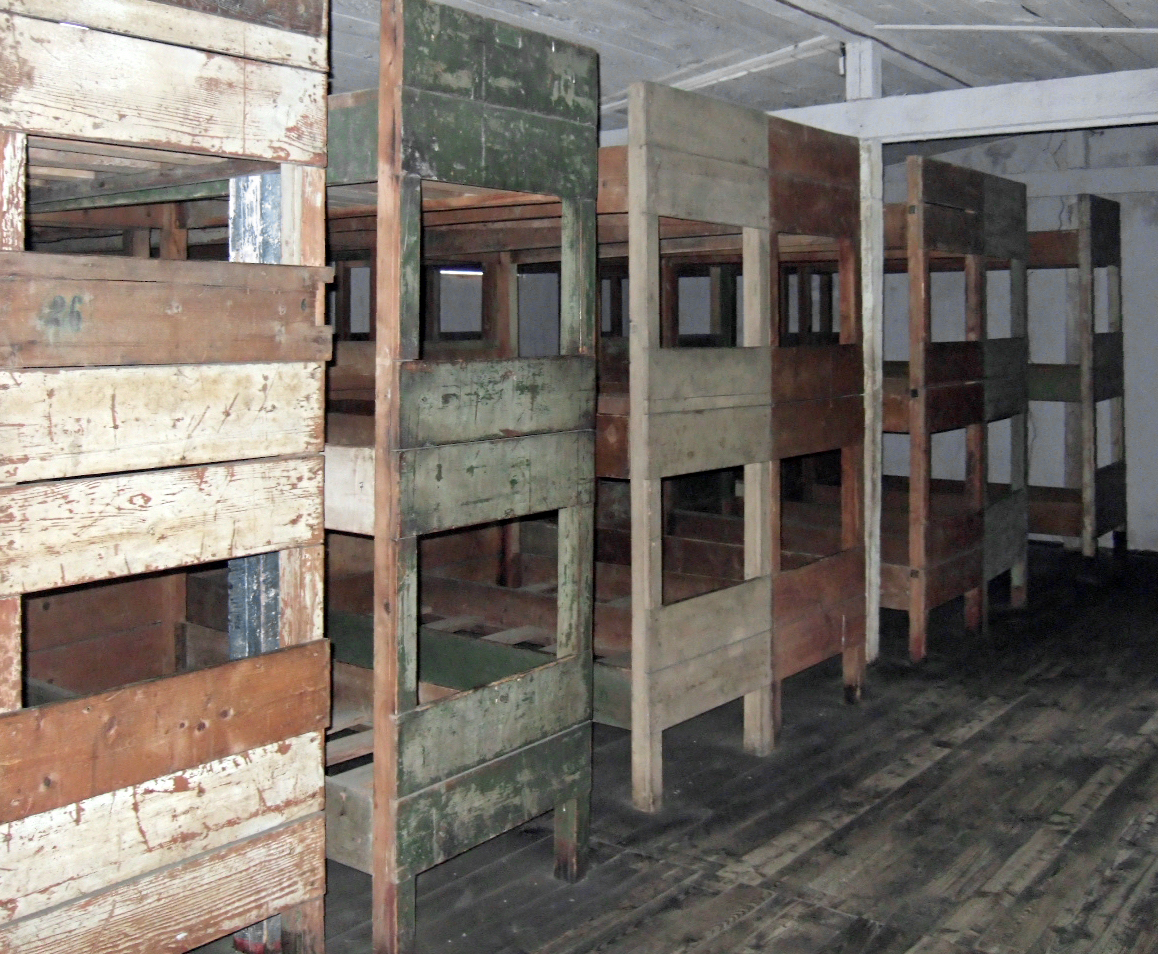
Schlaflager

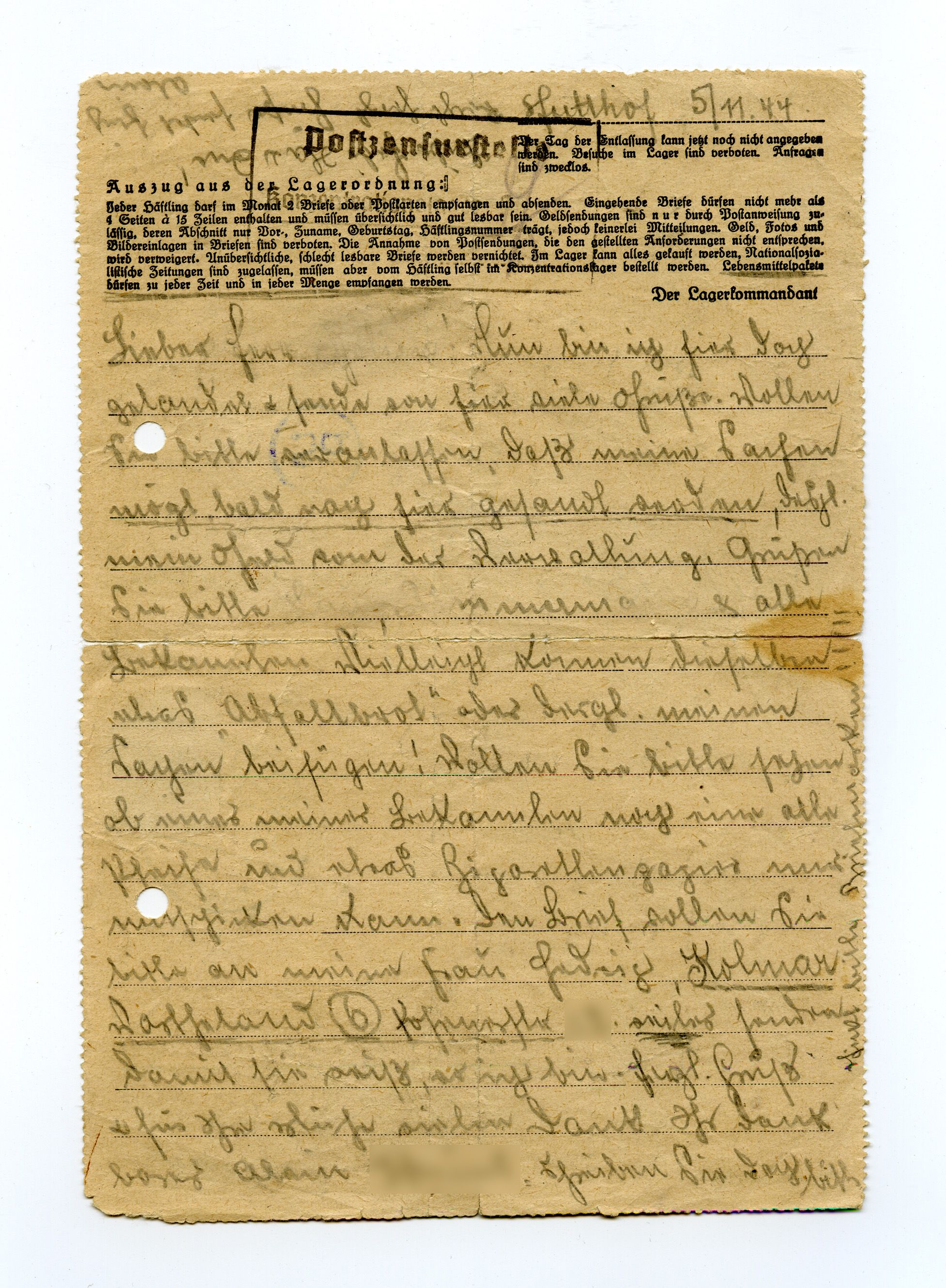
Brief eines Gefangenen aus Stutthof, November 1944

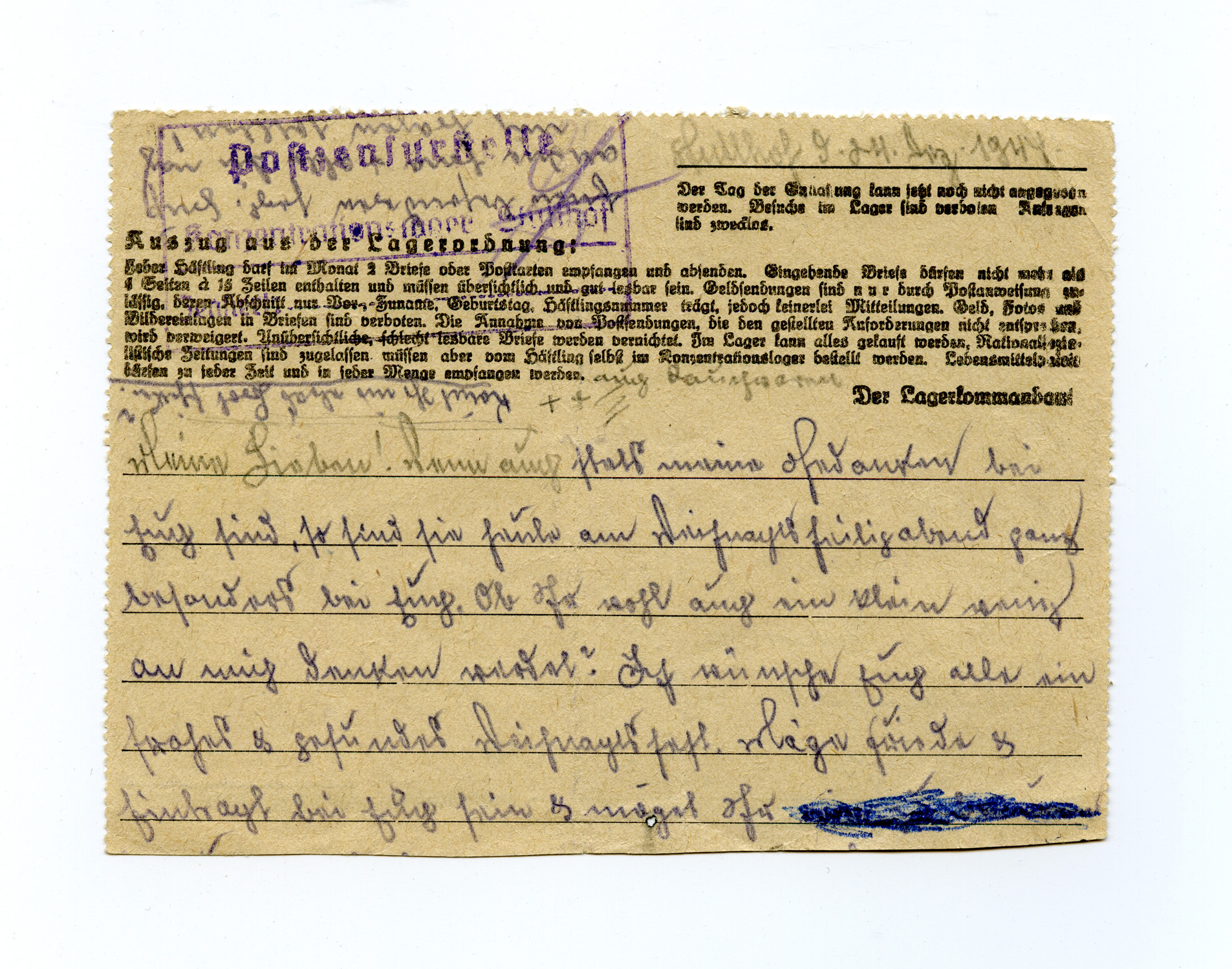
Brief eines Gefangenen aus Stutthof, Dezember 1944

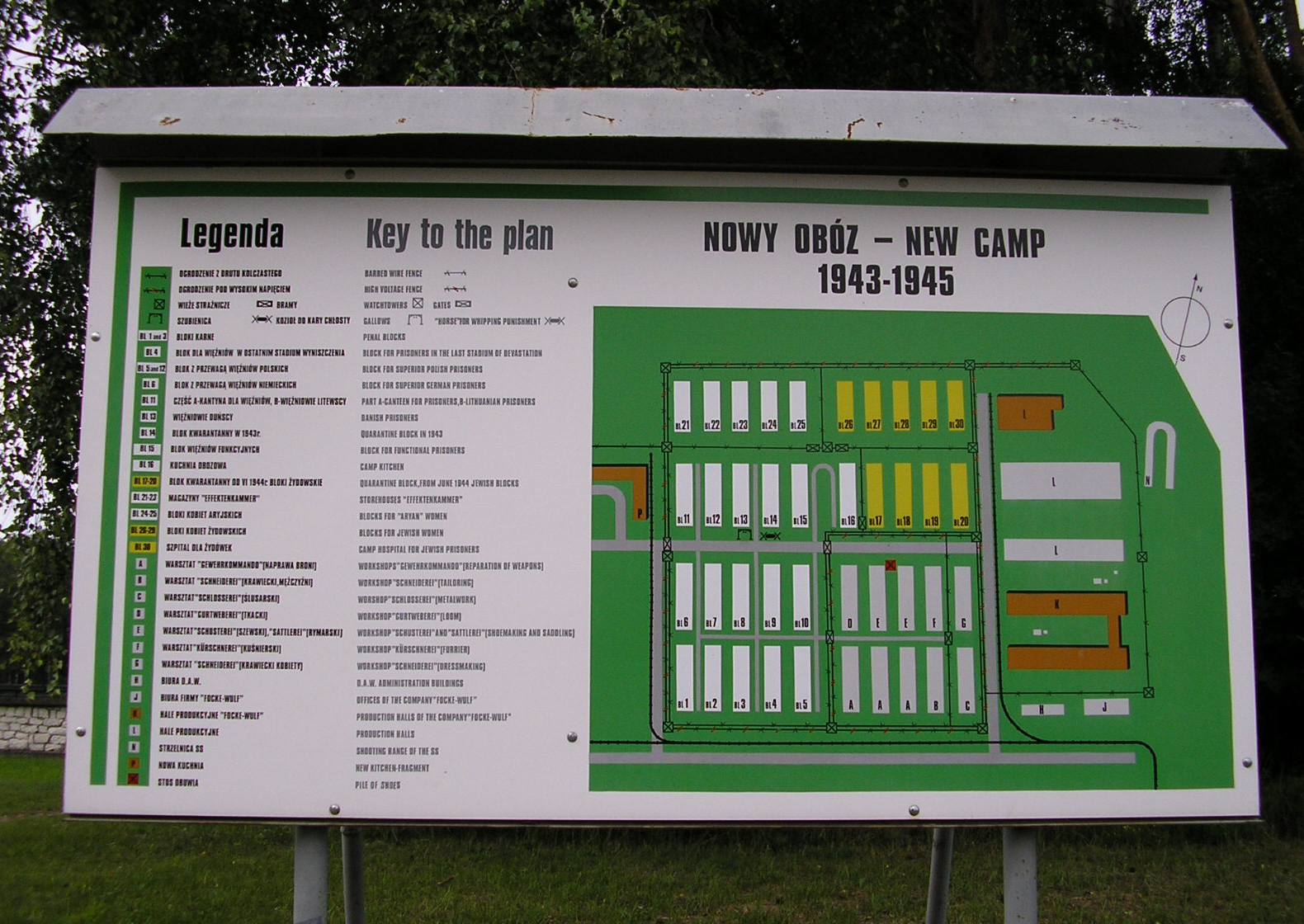
Plan des „Neuen Lagers“

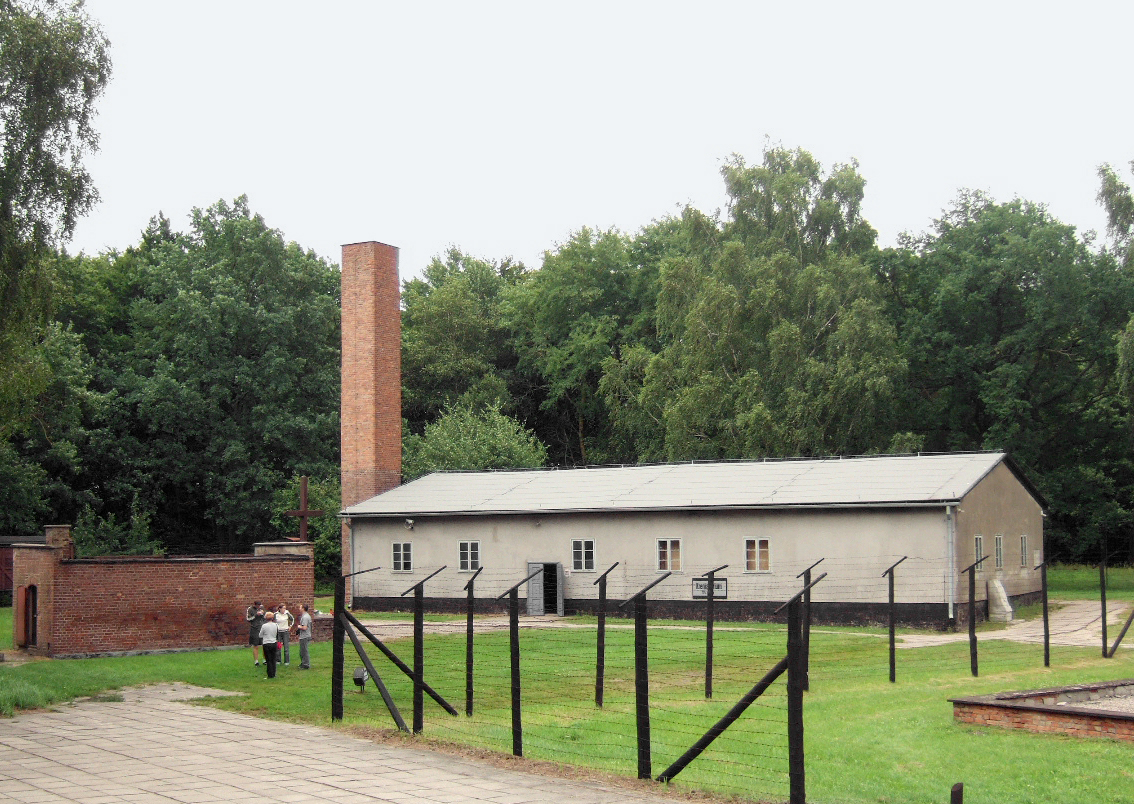
Gaskammer (Gebäude links), Krematorium (rechts)

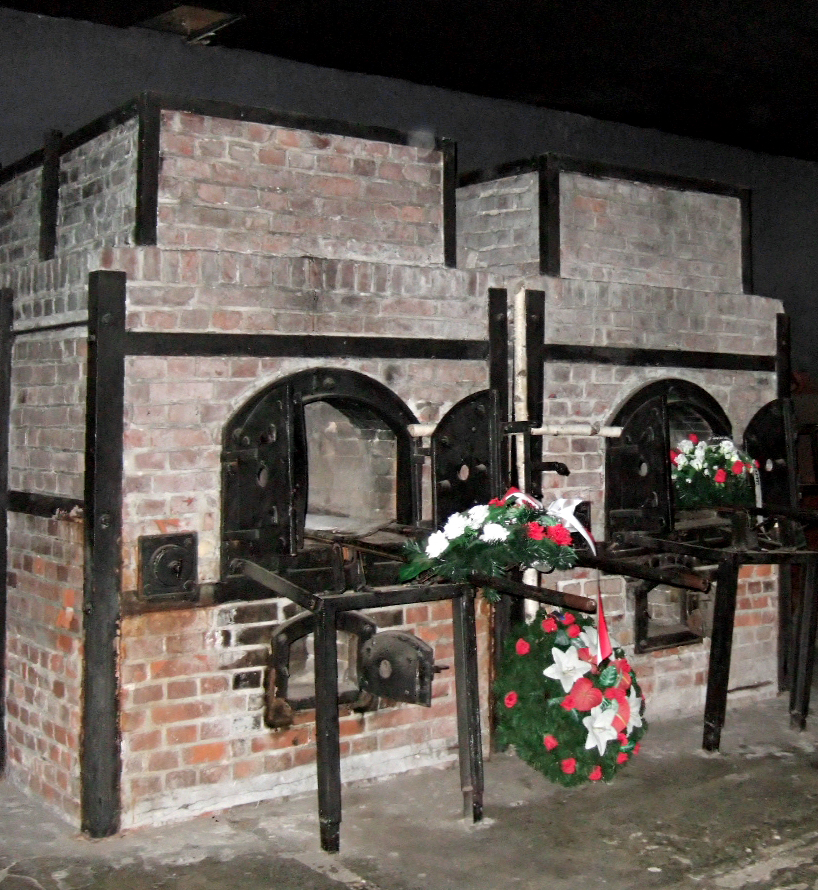
Die beiden Öfen des Krematoriums

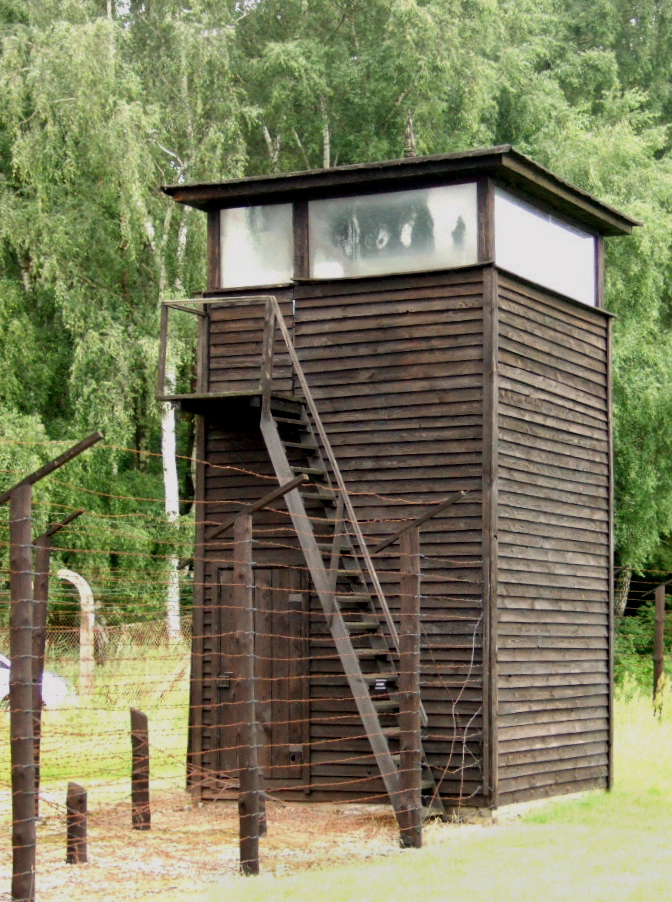
Wachturm mit Sperranlagen

Das KZ Stutthof war ein deutsches Konzentrationslager, 34 Kilometer östlich von Danzig bei Stutthof im Landkreis Danziger Niederung auf dem Gebiet der annektierten Freien Stadt Danzig. Das Lager bestand nach vorbereitenden Arbeiten im Juli und August vom 2. September 1939 bis zum 9. Mai 1945. Es war nach dem Überfall auf Polen zunächst ein Zivilgefangenenlager. Am 1. Oktober 1941 wurde der Status des Lagers geändert, als Sonderlager Stutthof unterstand es fortan der Danziger Gestapo. Am 29. Januar 1942 erhielt Stutthof als Konzentrationslager der Stufe I den Status, den es bis Kriegsende behalten sollte.

## Geschichte

### Entstehung
Die Entstehung des Konzentrationslagers Stutthof war Teil der Nationalsozialistischen Bewegung in der Freien Stadt Danzig. 1936 wurden Karteikarten von unerwünschten Polen angefertigt, die voraussichtlich verhaftet werden sollten. Am 3. Juli 1939 wurde eine SS-Einheit namens „Wachsturmbann Eimann“ gebildet, deren Aufgabe es unter anderem war, für Internierungslager die entsprechenden Orte zu finden und sie vorzubereiten. Mitte August 1939 wurde der Platz für das spätere Konzentrationslager jenseits der Weichsel noch vor der Frischen Nehrung ausgewählt. Der SS-Trupp begann mit einer Gruppe von etwa 500 Danziger Gefängnisinsassen, die geräumte Altenheimanlage in ein Lager zu verwandeln. Sie errichteten Baracken und zäunten das Gelände ein. Wegen seiner frühen Einrichtung gilt Stutthof als das erste Konzentrationslager außerhalb der deutschen Grenzen vom 31. August 1939.

### Zweiter Weltkrieg

#### Organisation und Ausbau
Kurz nach dem Überfall auf Polen diente es der Internierung von polnischen Intellektuellen wie Lehrern, Abgeordneten und Akademikern aus Danzig. Gleichzeitig begannen in der Stadt massenhafte Verhaftungen. Aus den 1.500 Verhafteten des ersten Kriegstages wurden ca. 150 bis 200 Personen ausgesucht, die am 2. September 1939 aus dem Lager Viktoriaschule nach Stutthof gebracht wurden. Tags darauf begannen die eigentlichen Arbeiten an den Gebäuden des Lagers. Die Bauarbeiten mussten die Häftlinge selbst durchführen. Von den mehreren hundert Danziger Juden, die etwa bis Mitte September 1939 hier eingesperrt wurden, starben die meisten binnen weniger Wochen.
Aus einem kleinen Lager mit 12 Hektar (ha) Fläche, bestimmt für ca. 3500 Häftlinge, wurde nach 1939 ein Lager mit 120 ha Fläche für 57.000 Häftlinge (im Jahre 1944 z. B. mit 21 Häftlingsbaracken im Neuen Lager).
Nach mehreren organisatorischen Veränderungen unterstand es bis Ende September 1941 dem „SS-Oberabschnitt Weichsel“. Es diente der Danziger Gestapo hauptsächlich als Zivilgefangenenlager bzw. als Durchgangslager. Im Oktober 1941 wurde das Lager organisatorisch als Sonderlager Stutthof der Danziger Gestapo untergeordnet und teilweise als Arbeitserziehungslager Stutthof geführt.
Mit dem Besuch des Reichsführers SS Heinrich Himmler in Stutthof vom 23. November 1941 wurde die Eingliederung des Lagers in die Inspektion der Konzentrationslager eingeleitet und am 7. Januar 1942 vollzogen, worauf die Gefangenen des KZ Stutthof in die Kriegswirtschaft des Deutschen Reichs einbezogen wurden. Die SS siedelte daraufhin Werkstätten der Deutschen Ausrüstungswerke und der Deutschen Erd- und Steinwerke in Stutthof an. Des Weiteren wurden zum Beispiel in einer eigenen Montagehalle Flugzeugteile des Konzerns Focke-Wulf gefertigt. Der wirtschaftliche Gewinn, den die SS aus der Ausbeutung bzw. „Vermietung“ von Häftlingen an private Unternehmen und Landwirtschaftsbetriebe zog, betrug für die Jahre 1942 bis 1944 schätzungsweise 10 Millionen Reichsmark.
Anfang 1943 wurde direkt neben dem alten Lager das neue Konzentrationslager, mit einem Elektrozaun gesichert, errichtet. Es sollte 25.000 Häftlinge fassen und wurde baulich nie ganz fertig. Namen, die im Laufe der Zeit für das Lager verwendet wurden, waren: „Waldlager Stutthof“, „Durchgangslager Stutthof“, „Sonderlager Stutthof“, „Arbeitserziehungslager Stutthof“.
Das Lager hatte insgesamt 39 Außenlager. Die größten Außenlager waren in Thorn (Toruń) und Elbing (Elbląg) mit je ungefähr 5000 jüdischen Frauen als Gefangenen.

#### Vernichtungslager
Die israelische Historikerin Leni Yahil und die Zentrale Stelle Ludwigsburg stufen das Lager wegen organisierter Massentötungen von Juden für die Zeit von Juli 1944 bis zur Befreiung Anfang Mai 1945 als Vernichtungslager ein. Rund 5000 Menschen starben laut Anklage von Oktober 1944 an im sogenannten Judenlager, in dem völlig entkräftete Gefangene zu Schwerstarbeit gezwungen wurden. Viele wurden Opfer einer Typhusepidemie, die infolge der vorsätzlich katastrophalen Lebensbedingungen und der verweigerten medizinischen Hilfe auftrat.
Im Frühjahr 1944 wurde eine Gaskammer gebaut, die zunächst der Entlausung von Bekleidung diente, später aber kurzzeitig auch zum Vergasen von Menschen genutzt wurde. Die Vergasungen in der Stutthofer Gaskammer wurden jedoch bald eingestellt, wobei ein ausgelöster Brand oder die sich verbreitende Kenntnis und befürchtete Widerstandshandlungen der Opfer eine Rolle gespielt haben könnten. Später wurden einige Häftlinge in einem abgedichteten Eisenbahnwaggon der ins Lager führenden Kleinbahn vergast. Die Gesamtzahl der durch Zyklon B ermordeten Personen wird auf bis zu 1300 geschätzt, darunter 1150 Juden. Es gab auch eine Genickschussanlage, in die Häftlinge geführt wurden, denen man vorgetäuscht hatte, es gehe um die Messung ihrer Körpergröße.
Im Krematorium wurden 1942 zwei Öfen zur Verbrennung der Leichen gebaut, allerdings wurden auch immer weiter Leichen offen im Freien verbrannt.
Laut dem autobiographischen Roman von Balys Sruoga wurden hunderte Häftlinge in den Lazaretten mit Giftspritzen ermordet. Die verantwortlichen Ärzte und Schwestern wurden in Deutschland nie zur Verantwortung gezogen.
Gegen Ende 1944 nahmen die Häftlingszahlen sprunghaft zu; Transporte mit 20.000 bis 30.000 ungarischen Jüdinnen kamen an. Immer mehr wurden über die Ostsee aus Lagern getrieben, deren Befreiung durch den Vormarsch der Roten Armee bevorstand, vor allem aus dem Baltikum aus Riga, Kaunas und Schaulen. Auch aus Auschwitz kamen immer wieder Transporte an. Ende 1944 waren mindestens 70 % der Häftlinge Juden.

#### Menschenverachtende Versuche

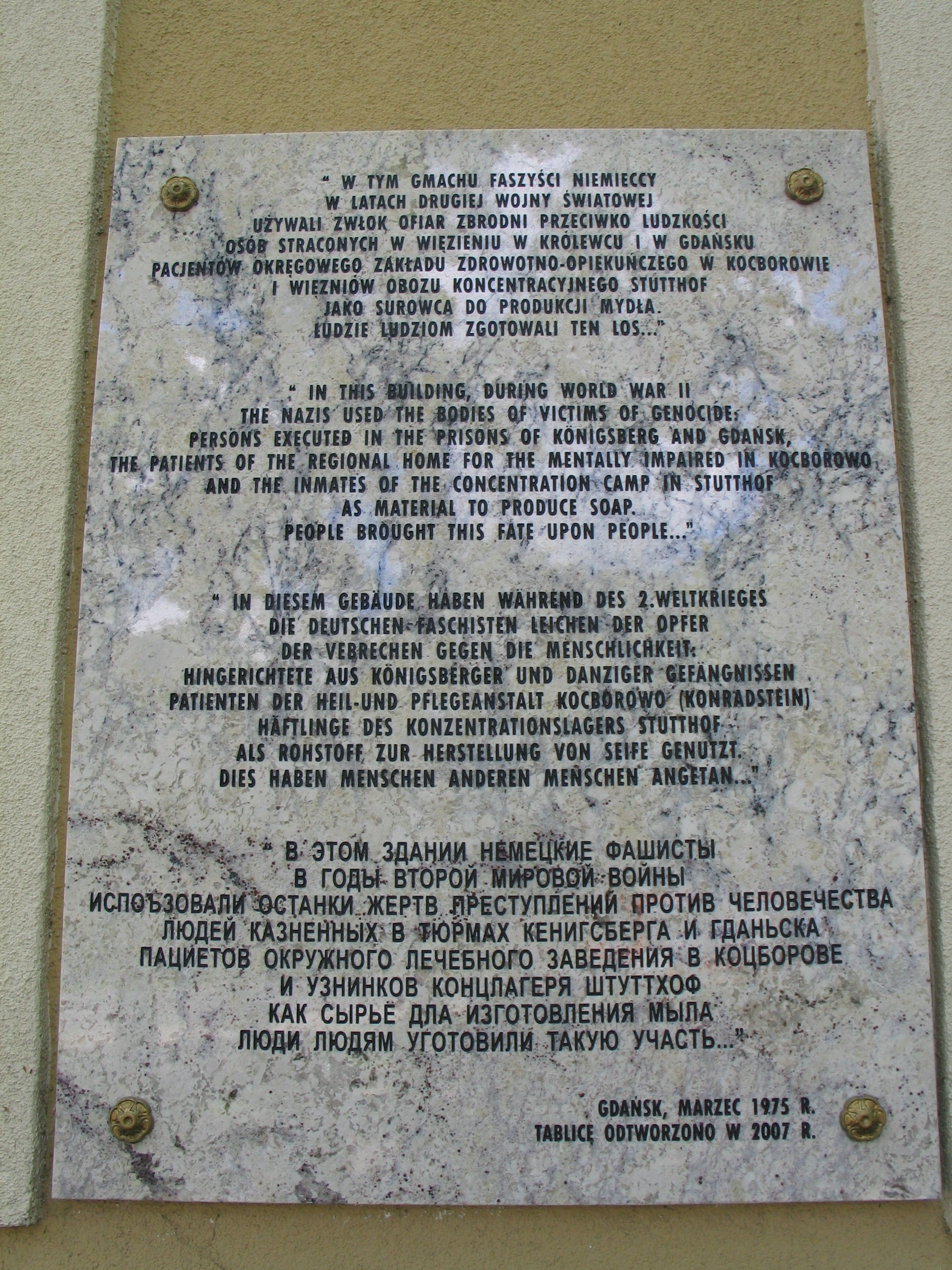
Gedenktafel in Danzig

Nach Zeugenaussagen bei den Nürnberger Prozessen wurden Leichen aus dem KZ Stutthof experimentell zu Seife verarbeitet. Rudolf Spanner war von 1939 bis 1945 Professor an der Medizinischen Akademie in Danzig und Arzt am anatomischen Institut. Aus eigenem Antrieb entwickelte er in den Jahren 1943–1944 ein Verfahren zur Seifenherstellung aus menschlichen Körpern. Mehrere Dutzend Kilogramm Seife sollen auf diesem Wege hergestellt worden sein und innerhalb der Autopsieräume für Reinigungszwecke Verwendung gefunden haben. Diese Behauptung wird jedoch begründet als Legende bezeichnet. Eine industrielle Seifenproduktion aus Körperfett ist nicht belegt. Eine viersprachige Marmortafel am Institut in der Aleja Zwycięstwa 41/42 erinnert heute jedoch an diese Versuche. Die ursprüngliche Bronzetafel von 1975 wurde 2005 gestohlen und 2007 ersetzt.
Friedrich Dürrenmatt verwendete diese Versuche 1951 als Hintergrund des Kriminalromans Der Verdacht.

### Endphase und Außenlager
Am 25. Januar 1945 ordnete der Lagerkommandant die Evakuierung des Lagers an. Etwa 11.600 Häftlinge mussten im ersten Evakuierungsabschnitt das Stammlager Stutthof verlassen und begaben sich auf einen Todesmarsch in Richtung Westen. Danach waren immer noch insgesamt 33.948 Menschen inhaftiert, 11.863 davon in Stutthof und 22.085 in den Außenlagern.
Nach Berichten wurden Marschkolonnen von je 1000 bis 1500 Häftlingen gebildet, die durch die kaschubische Schweiz Richtung Lauenburg in Pommern marschierten. Zwischen den Kolonnen lagen jeweils sieben Kilometer Abstand. Jede Kolonne wurde von ca. 40 Wachmännern beaufsichtigt. Zurückbleibende wurden von ihnen getötet. Fast ohne Verpflegung dauerte der Marsch für die Überlebenden bei Schnee und schneidender Kälte zehn Tage statt sieben Tage lang. Am 31. Januar wurden beim Massaker von Palmnicken rund 3000 jüdische Häftlinge von der SS mit Maschinengewehrfeuer in die Ostsee gehetzt oder erschossen, andere im Hof der Bernsteinfabrik erschossen. Es sollen nur 15 Menschen dieses Massaker überlebt haben.
Mehr als 2000 Häftlinge wurden in für diese Reise ungeeigneten Schuten nach Neustadt in Holstein gebracht und sollten von dort an Bord der Cap Arcona kommen. Die Anbordnahme wurde von der Besatzung der Cap Arcona abgelehnt. Nachdem die SS mit den Schleppern abgelaufen war, um in Neustadt Quartier zu nehmen, trieben die Schuten in der Nacht an Land. Am Morgen des 3. Mai 1945 wurden sie am Strand entdeckt und die Häftlinge während eines Todesmarschs in Richtung Hafen ermordet.
Etwa 110.000 Menschen waren insgesamt in diesem Konzentrationslager inhaftiert, wovon ungefähr 65.000 umkamen. Nach weiteren „Evakuierungen“ – der letzte Räumungstransport fand am 25. April 1945 statt – marschierten am 9. Mai 1945 sowjetische Soldaten der 48. Armee der 3. Weißrussischen Front in das leere Lager ein.
Noch im Jahre 1946 wurden auf dem Gelände des Lagers zwei Massengräber mit 1.800 bzw. 48 Leichen entdeckt, die aufgrund der Bodenverhältnisse noch verhältnismäßig gut erhalten waren.

## Lagerkommandanten und Personal
Die SS stellte Lagerpersonal und Wachmannschaften. 3000 SS-Leute waren im Laufe der fünf Jahre in Stutthof stationiert; dazu kam noch ukrainische Hilfspolizei. Der Kern der Wachmannschaften stammte aus dem Danziger SS-Trupp, der im Sommer 1939 das Lager errichtet hatte. Der damalige Stabsführer des Wachsturmbanns Eimann, SS-Sturmbannführer Max Pauly, wurde am 1. April 1940 Lagerkommandant und blieb bis 1942. Er wurde nach dem Zweiten Weltkrieg zusammen mit dreizehn anderen Verantwortlichen für das Konzentrationslager Neuengamme, seiner nächsten Kommandantenstelle, im Neuengamme-Hauptprozess vor ein britisches Kriegsgericht in Hamburg gestellt, zum Tode verurteilt und 1946 gehängt.
Paulys Nachfolger wurde am 1. September 1942 Paul Werner Hoppe. Hoppe wurde 1957 in Bochum zu neun Jahren Haft wegen Beihilfe zum Mord an mehreren hundert Menschen verurteilt, wovon er nur drei Jahre verbüßte und 1960 entlassen wurde. Er führte bis zu seinem Tod im Jahr 1974 ein unauffälliges Leben in Bochum. Adjutant Hoppes war Hauptsturmführer Theodor Meyer.
Hoppe, Adjutant Meyer, der Verwaltungsführer SS-Hauptsturmführer Engelbrecht von Bonin und ein Teil der Wachmannschaft bildeten nach Auflösung des KZ Stutthofs die Kernmannschaft des KZ Wöbbelin.
Die Sekretärin und Stenotypistin Irmgard Furchner, die zwischen dem 1. Juni 1943 und dem 1. April 1945 als zivilangestellte Schreibkraft im Alter von 17 bis 19 Jahren tätig war, wurde zu einer Jugendstrafe von zwei Jahren auf Bewährung verurteilt.

## Strafprozesse

### Stutthof-Prozesse
Angehörige der Lagermannschaft des KZs Stutthof wurden in vier Strafprozessen vor einem polnisch-sowjetischen Strafgericht (1. Stutthof-Prozess) bzw. vor einem polnischen Bezirksgericht (2. bis 4. Stutthof-Prozess) in Danzig angeklagt und in den Jahren 1946 und 1947 verurteilt. Der erste Stutthof-Prozess gegen 15 Aufseher (darunter sechs Frauen) begann im April 1946. Ihnen wurde zur Last gelegt, zwischen September 1939 und Januar 1945 Misshandlungen und Morde an den Gefangenen begangen zu haben, da von insgesamt 120.000 Insassen 80.000 zu Tode gekommen waren. Zwölf Angeklagte wurden zum Tode verurteilt. Am 12. Juli 1946 erfolgte die öffentliche Exekution, der 16.000 Einwohner der Stadt Danzig beiwohnten.
Im zweiten Stutthof-Prozess im Oktober 1947 wurden Theodor Meyer, SS-Oberscharführer Ewald Foth, SS-Oberscharführer Albert Paulitz, SS-Unterscharführer Fritz Peters, SS-Oberscharführer Hans Rach, SS-Rottenführer Karl Zurell, SS-Unterscharführer Kurt Dietrich, SS-Rottenführer Karl Eggert, SS-Rottenführer Paul Wellnitz und der Kapo Alfred Nickolaysen zum Tode verurteilt. Sie wurden hingerichtet.

### Nachfolgeprozesse
Die Zentrale Stelle der Landesjustizverwaltungen zur Aufklärung nationalsozialistischer Verbrechen in Ludwigsburg teilte am 8. August 2016 mit, sie habe Vorermittlungen gegen vier Männer und vier Frauen des KZs inzwischen an die zuständigen Staatsanwaltschaften abgegeben.
Am 1. Juni 2018 teilte die Schwerpunktstaatsanwaltschaft mit, zwei Männer – einer aus Wuppertal, einer aus dem Kreis Borken – seien eingeschränkt verhandlungsfähig. Am 6. November 2018 begann vor einer Jugendkammer des Landgerichts Münster die Mündliche Verhandlung gegen den 94-jährigen ehemaligen SS-Wachmann Johann R.  Wegen seines Dienstes im Konzentrationslager zwischen Juni 1942 und September 1944 wird Johann R. Beihilfe zum Mord in mehreren hundert Fällen vorgeworfen.
Am 13. Juli 2020 teilte die Zentralstelle mit, es sei Anklage gegen einen weiteren derzeit 94-Jährigen vor dem Landgericht Wuppertal erhoben worden, der Angeklagte werde derzeit auf seine Verhandlungsfähigkeit untersucht.
Am 24. Juli 2020 wurde der ebenfalls 94-jährige Bruno D. zu zwei Jahren Jugendstrafe auf Bewährung verurteilt. Die Jugendstrafkammer sprach ihn – den damals 17-jährigen SS-Wachmann – der Beihilfe zum Mord in 5.232 Fällen und wegen Beihilfe zu einem versuchten Mord schuldig. Das Urteil wurde am 10. August 2020 rechtskräftig.
Vor der Jugendkammer des Landgerichts Itzehoe wurde am 16. Juli 2021 das Hauptverfahren gegen Irmgard Furchner, eine 96-jährige ehemalige Sekretärin des Konzentrationslagers Stutthof, eröffnet, der die Beihilfe zum Mord in 11.430 Fällen vorgeworfen wird. Im Dezember 2022 wurde Furchner zu einer Jugendstrafe von zwei Jahren auf Bewährung verurteilt. Von der Verteidigung und einem Nebenklagevertreter wurde Revision zum Bundesgerichtshof eingelegt und am 20. August 2024 vom Bundesgerichtshof verworfen.

## Gedenkstätte und polnisches Museum

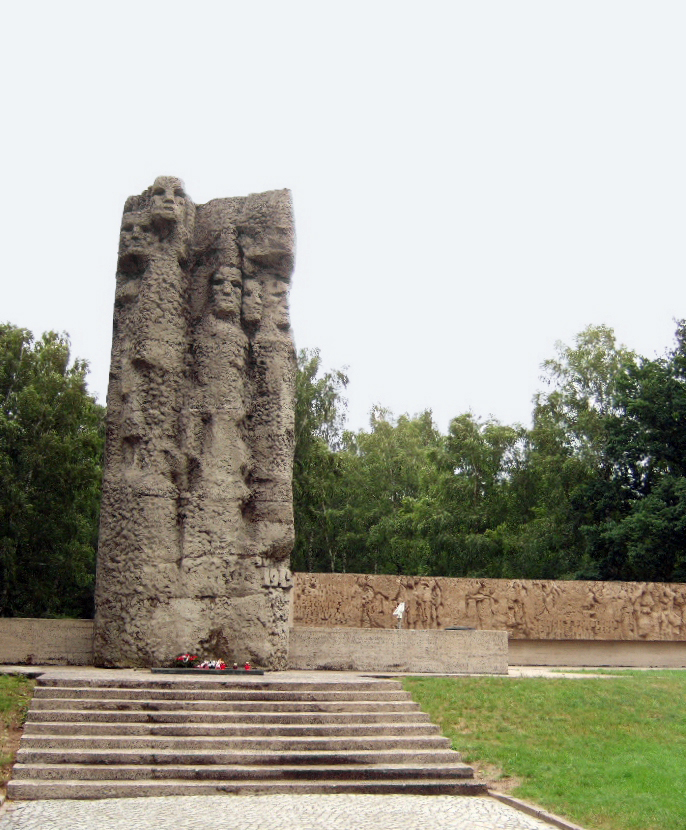
Mahnmal (2008)

Heute befindet sich auf dem Gelände des ehemaligen Konzentrationslagers eine staatliche polnische Gedenkstätte. Das Museum wurde 1962 eingerichtet. Im Archiv befinden sich dort erhalten gebliebene Dokumente, die Daten von etwa 110.000 ehemaligen Häftlingen enthalten. Das Gelände des alten und neuen Lagers kann insgesamt besichtigt werden. In den Ausstellungen werden zusätzlich Dokumentarfilme vorgeführt, die das Martyrium der Opfer zeigen:
- „Ambulanz“ (10 Min.)
- „Der Galgen von Stutthof“ (15 Min.)
- „Konzentrationslager Stutthof bei Danzig“ (30 Min.)
- „Albert Forster“ (20 Min.)
- „Stutthof“ (12 Min.)
- „Requiem für 500.000 Opfer“ (20 Min.)

Der Kinosaal befindet sich im Gebäude der ehemaligen Kommandantur.

## Prominente Gefangene, Priester und Seliggesprochene
- Ruth Alton, Berliner Jüdin und Autobiografin
- Feliks Bolt, Priester und Politiker, 1940 umgekommen
- Marian Górecki, Priester, 1940 erschossen, Seligsprechung 1999
- Gertrude Schneider (1928–2020), österreichische Publizistin und Hochschullehrerin
- Ilse-Lotte von Hofacker (1898–1974), mit den Kindern Eberhard und Anna-Luise (Sippenhaft als Frau von Caesar von Hofacker)
- Vladas Jurgutis (1885–1966), litauischer Geistlicher und Politiker
- Ernst Karbaum, Priester, 1940 umgekommen
- Aljaksej Karpjuk, weißrussischer Schriftsteller und Persönlichkeit
- Bronisław Komorowski, Priester, 1940 erschossen, Seligsprechung 1999
- Konstantyn Krefft, Priester, 1940 umgekommen, Seligsprechungsverfahren seit 2003
- Eva Mamlok (1918–1944), Berliner Antifaschistin und Widerstandskämpferin, ermordet am 23. Dezember 1944
- Suzanne-Lucienne Rabinovici (1932–2019), Februar 1945 auf Todesmarsch geschickt, Ende März 1945 zusammen mit ihrer Mutter befreit
- Maria Julia Rodzinska, Dominikanerin, Tod 1945, Seligsprechung 1999
- Mascha Rolnikaitė, litauische Buchautorin
- Hermine Schmidt, Autobiografin – eine von knapp 100 Zeugen Jehovas im Lager;[30]
- Balys Sruoga, litauischer Schriftsteller
- Władysław Szymanski, Geistlicher, 1940 erschossen
- Lola Töpke (1891–1945), Bildhauerin, 1945 umgekommen
- Bernhard von Wiecki, Priester, 1940 erschossen.
- Jeanette Wolff (1888–1976), SPD-Politikerin, 1945 befreit

## Täter

### Lagerkommandanten
- Max Pauly, 1946 hingerichtet
- Paul Werner Hoppe
- SS-Sturmbannführer Franz Christoffel (1898–1965), Stellvertretender Lagerkommandant vom Mai 1940 bis Januar 1941[31]

### Lagerärzte
- Carl Braun (1920), von Ende 1944 bis zur Auflösung 1945 Leiter der Lagerapotheke[32]
- Otto Heidl (1910–1955), ab 1. Juli 1942 1. Lagerarzt, nach 1945 Arzt für Allgemeinmedizin in Tegernbach in Bayern, 1955 Selbstmord in der Untersuchungshaft
- Erich Kather (1908), 21. September bis 20. Oktober 1944[33]
- Franz Lucas (1911–1994) nach 1945 ohne Entnazifizierungsverfahren Anstellung am Stadtkrankenhaus Elmshorn, zunächst als Assistenzarzt, dann als Oberarzt und schließlich als Chefarzt der Gynäkologischen Abteilung. 1963 verlor er seine Anstellung und arbeitete in einer Privatpraxis.
- Benno Orendi (1918–1948), wegen Experimenten an Menschen im KZ Ravensbrück zum Tode verurteilt und hingerichtet 1948

### Offiziere und Unteroffiziere
- Engelbrecht von Bonin
- Kurt Dietrich, 1947 hingerichtet
- Karl Eggert, 1947 hingerichtet
- Ewald Foth, 1947 hingerichtet
- Theodor Meyer, 1948 hingerichtet
- John Pauls, 1946 hingerichtet
- Albert Paulitz, 1948 hingerichtet
- Fritz Peters, 1947 hingerichtet
- Hans Rach, 1947 hingerichtet
- Paul Wellnitz, 1947 hingerichtet
- Karl Zurell, 1947 hingerichtet

### Aufseherinnen
- Jenny Wanda Barkmann, 1946 hingerichtet
- Elisabeth Becker, 1946 hingerichtet
- Erna Beilhardt, fünf Jahre Haftstrafe
- Hertha Bothe, zehn Jahre Haftstrafe
- Wanda Klaff, 1946 hingerichtet
- Ewa Paradies, 1946 hingerichtet
- Gerda Steinhoff, 1946 hingerichtet

### Verurteilte Häftlinge
Sechs der Kapos und Funktionshäftlinge wurden zum Tod verurteilt und hingerichtet.
- Jan Breit, 1946 hingerichtet
- Tadeusz Kopczynski, 1946 hingerichtet
- Kazimierz Kowalski
- Alfred Nicolaysen, 1947 hingerichtet
- Józef Reiter, 1946 hingerichtet
- Wacław Kozłowski, 1946 hingerichtet
- Franciszek Szopiński, 1946 hingerichtet

## Filme
- Der Wald der Götter (Dievu Miskas), 2005, Verfilmung des autobiografischen Romans von Balys Sruoga, Darsteller: Valentinas Masalskis, Steven Berghoff, Liubomiras Laucevicius, Regie Aligmantas Puipas, online
- Das Mädchen mit dem lila Winkel. Wie die 18-jährige Hermi das Konzentrationslager überlebte. Dokumentation von Fritz Poppenberg, 2003
- Julia Bourgett (Regie): Bernsteinland. Ein Todesmarsch in Ostpreußen. (Memento vom 24. Oktober 2010 im Internet Archive) Der Dokumentarfilm erzählt das Schicksal der Opfer des Todesmarsches an die ostpreußische Bernsteinküste im Januar 1945. Der Dokumentarfilm über den Gedenktag 31. Januar, Jantarnyj, den Schacht Anna, die Schlosserei der Bernsteinfabrik, Interview mit der Überlebenden Maria Blitz
  - Website zum Film